# Parafia św. Jakuba Apostoła w Świerżach Górnych
Parafia św. Jakuba Apostoła w Swierżach Górnych – jedna z 9 parafii rzymskokatolickich dekanatu kozienickiego diecezji radomskiej.

## Historia
Pierwotny kościół drewniany i parafia wzmiankowane są w 1191 roku, jako uposażenie kolegiaty sandomierskiej. Kolejny kościół drewniany, wzniesiony przez Jakuba Drzewickiego herbu Ciołek, kustosza sandomierskiego, istniał w XV w. W 1744 roku bp Michał Ignacy Kunicki, sufragan krakowski ufundował nowy kościół drewniany, który został znacznie zniszczony podczas I wojny światowej. Odnowiono go wysiłkiem parafii i staraniem ks. Antoniego Kuśmierskiego. 22 września 1944 roku Niemcy spalili kościół. Kaplica tymczasowa dla potrzeb duszpasterstwa na miejscu spalonego kościoła była wzniesiona już w następnym roku. 
Obecny kościół pw. św. Jakuba Apostoła, według projektu arch. Władysława Pieńkowskiego, zbudowany został w latach 1950–1965 staraniem: ks. Romana Żywczyka, ks. Jana Stępnia i ks. Adama Sochy. Konsekrował go 4 lipca 1965 roku, bp Piotr Gołębiowski. Jest budowlą trójnawową, wzniesioną z kamienia i czerwonej cegły, obłożona piaskowcem szydłowieckim.
Proboszczowie parafii
1942–1948. ks. Karol Leśniewski.
1948–1961. ks. Roman Żywczyk.
1961–1964. ks. Jan Stępień.
1964–1981. ks. Adam Socha.
1981–1987. ks. Stanisław Suwała.
1987–1992. ks. Józef Gałan.
1992–2006. ks. Stefan Włodarczyk.
2006–2012. ks. kan. Bogusław Mleczkowski.
2012–2015. ks. Piotr Borciuch.
2015 – nadal. ks. Andrzej Mizak.

## Terytorium parafii
Antoniówka Świerżowska, Chinów, Holendry Kuźmińskie, Holendry Piotrkowskie, Kępa Bielańska, Kuźmy, Majdany, Nowa Wieś, Opatkowice, Piotrkowice, Świerże Górne, Wilczkowice Górne.